# Ampedus satrapoides
Ampedus satrapoides is een keversoort uit de familie kniptorren (Elateridae). De wetenschappelijke naam van de soort is voor het eerst geldig gepubliceerd in 1992 door Zeising & Sieg.